# Wet herziening kinderalimentatie
De Wet herziening kinderalimentatie (29480) is een Nederlands wetsvoorstel dat een vereenvoudiging van de vaststelling van kinderalimentatie beoogt. Ze werd in 2004 door de Minister van Justitie (Piet Hein Donner) ingediend. Het wetsvoorstel is op 9 november 2006 ingetrokken wegens onvoldoende draagvlak in de Tweede Kamer.

## Geschiedenis
Voor de vaststelling van alimentaties wordt gebruikgemaakt van de Tremanormen. In 2000 zijn in de Tweede Kamer vragen gesteld over het huidige kinderalimentatiestelsel. Naar aanleiding van die vragen heeft Ministerie van Sociale Zaken en Werkgelegenheid in 2001 een onderzoek ingesteld dat heeft geleid tot een Interdepartementaal Onderzoek Alimentatiebeleid (IBO). Volgens dit onderzoek zijn de problemen in het huidige stelsel:
- slechts in 43-65% ontvangt de verzorgende ouder kinderalimentatie;
- de verdeling van de lasten tussen de ex-partners is ongelijk;
- de wijze van vaststellen en wijzigen geeft emotionele problemen;
- in gevallen waarin de onderhoudsplichtige niet in zijn onderhoudsplicht voorziet leidt dit tot kosten ten laste van de collectiviteit in bijstandsgevallen (er moet simpel gezegd meer bijstand worden betaald)
- de vaststellings- en wijzigingsverzoeken leiden tot een belasting van de rechterlijke macht.

In 2004 heeft de minister het wetsvoorstel Wet herziening kinderalimentatie ingediend. In een hoofdlijnendebat op 27 mei 2004 heeft de Tweede Kamer forse kritiek op het wetsvoorstel geuit, met name ten aanzien van de beperkte mogelijkheden om een vastgesteld alimentatiebedrag te wijzigen. Dit heeft geleid tot een motie van alle Kamerfracties met het verzoek aan de regering het wetsvoorstel in te trekken. Onder toezegging van een toelichtende brief van de betrokken ministers is de motie ingetrokken. De toegezegde brief is in juli 2004 verzonden. Verdere parlementaire behandeling zal na het zomerreces plaatsvinden.

## Nieuwe berekening
In het nieuwe stelsel vindt de vaststelling eenmalig plaats op basis van een forfaitaire tabel, afhankelijk van het belastbaar inkomen van de onderhoudsplichtige en het aantal kinderen.
De vaststelling vindt eenmalig plaats door het Landelijk Bureau Inning Onderhoudsbijdragen (LBIO). Wijziging daarna kan alleen onder een zeer stringente wijzigings- en hardheidsclausule plaatsvinden door de rechtbank.

## Niet in behandeling genomen
Gedurende deze kabinetsperiode (tot november 2006) wordt het wetsvoorstel ter wijziging van het stelsel van kinderalimentatie, wegens gemis aan draagvlak, niet verder door de Tweede Kamer behandeld. De PvdA en de VVD hebben grote bedenkingen tegen het voorstel, zodat ook na de Kamerverkiezingen de aanname van het wetsvoorstel onwaarschijnlijk lijkt.  Het Rijk heeft een ingeboekte besparing van 40 miljoen euro moeten wegstrepen als gevolg van het niet verder behandelen van de nieuwe alimentatiewetgeving.